# Kauko Vuorensola
Kauko Vuorensola (3 de marzo de 1923 – 6 de noviembre de 2007) fue un actor, director y guionista finlandés.

## Biografía
Nacido en Oulu, Finlandia, su padre fue Yrjö Vuorensola (1893–1978). Vuorensola inició su carrera artística haciendo pequeños papeles de reparto en diferentes producciones cinematográficas. En los años 1950 trabajó en varias películas de Aarne Tarkas, entre ellas Kovanaama (1954), Villi Pohjola (1955) y Sankarialokas (1955). Además, participó como actor en el rodaje de varias cintas del género de la farsa militar.
Debido a la huelga de actores de 1963–1965, Vuorensola decidió pasarse a la televisión. Para la pequeña pantalla trabajó como director y como guionista, siendo uno de sus telefilmes el titulado Veljen varjo (1964). Fue también director de varios cortometrajes televisivos como Tulethan isä (1964) y Yöjuna (1966).
Kauko Vuorensolan falleció en Helsinki, Finlandia, en el año 2007. Fue enterrado en el Cementerio de Malmi de dicha ciudad.

## Filmografía (actor)
- 1949 : Hornankoski
- 1950 : Rakkaus on nopeampi Piiroisen pässiäkin
- 1950 : Katariina kaunis leski
- 1950 : Köyhä laulaja
- 1951 : Radio tekee murron
- 1951 : Rion yö
- 1951 : Tytön huivi
- 1951 : Neljä rakkautta
- 1951 : Kenraalin morsian
- 1951 : Pitkäjärveläiset
- 1952 : Kuollut mies kummittelee
- 1952 : Salakuljettajan laulu
- 1953 : Miljonäärimonni
- 1953 : Kuningas kulkureitten
- 1953 : Kolmiapila
- 1953 : Alaston malli karkuteillä
- 1953 : Kaksi hauskaa vekkulia
- 1954 : Olemme kaikki syyllisiä
- 1954 : Kovanaama
- 1954 : Laivaston monnit maissa
- 1955 : Villi Pohjola
- 1955 : Sankarialokas
- 1955 : Ryysyrannan Jooseppi
- 1956 : Olet mennyt minun vereeni
- 1956 : Jokin ihmisessä
- 1956 : Evakko
- 1957 : Herra sotaministeri
- 1958 : Paksunahka
- 1958 : Verta käsissämme
- 1958 : Sven Tuuva
- 1959 : Kohtalo tekee siirron
- 1959 : Ei ruumiita makuuhuoneeseen
- 1963 : Villin Pohjolan kulta
- 1963 : Jengi